# Chariodema chlorodera
Chariodema chlorodera är en skalbaggsart som beskrevs av Blanchard 1850. Chariodema chlorodera ingår i släktet Chariodema och familjen Melolonthidae. Inga underarter finns listade i Catalogue of Life.